# Karl Klanert
Karl Klanert (* 23. November 1873 in Thale; † 1941 in Halle (Saale)) war ein deutscher Musikpädagoge, Pianist, Komponist und Oratoriensänger.

## Leben
Karl Klanert wurde 1873 in Thale geboren. Von 1891 bis 1894 besuchte er das Musiklehrerseminar und die Präparandenanstalt in Halberstadt und erhielt 1896 seine erste Anstellung als Musiklehrer in Gommern. Zwei Jahre später wechselte er als Musiklehrer an die Provinzial-Blindenanstalt in Halle (Saale) und studierte nebenher Klavier, Komposition und Gesang am Leipziger Konservatorium.
1900 wurde er zum Kantor der Marktkirche Unser Lieben Frauen und Chordirektor des Stadtsingechor zu Halle in den Franckeschen Stiftungen berufen. Dort wirkte er fortan auch als Musiklehrer.
Als Pianist trat Karl Klanert überwiegend im halleschen Konzertleben in Erscheinung, oft auch mit eigenen Kompositionen. An der Marktkirche Unser Lieben Frauen Halle gründete er die Konzertreihe Musikalische Vesper. Karl Klanert komponierte zahlreiche Chormusik und Lieder, darunter einige für den Stadtsingechor. Er leitete den drittältesten Knabenchor Deutschlands bis 1939 und prägte ihn maßgeblich beinahe vierzig Jahre lang.
Er war Mitglied der Hallenser Freimaurerloge Zu den drei Degen.

## Werke
- Chormusik
- Lieder
- Klavierwerke